# Hüsker Dü
A Hüsker Dü (IPA: /ˈhʊskər ˈduː/) egy amerikai hardcore punk (később alternatív rock) együttes volt.  1979-ben alakultak meg a Minnesota állambeli Saint Paul-ban. Fennállásuk alatt 6 nagylemezt jelentettek meg. 1979-től 1988-ig működtek. Feloszlásuk után a tagok más zenekarokat alapítottak, (Sugar és Nova Mob néven), illetve más együttesekbe mentek át zenélni. Viszonylag rövid pályafutásuk ellenére az évek során kultikus együttessé váltak, és a punk műfaj jelentős képviselői közé sorolják őket, annak ellenére, hogy később áttértek az alternatív rock műfajra is. Lemezkiadóik: Alternative Tentacles, New Alliance, SST Records. Első koncertalbumukon és első nagylemezükön hardcore punkot játszottak, a második lemezüktől kezdve viszont sokkal rockosabb lett a hangzásviláguk.

## Története
Tagjai a "Buddy and the Returnables" nevű együttesben játszottak. A zenekart a következő tagok alkották: Grant Hart, Bob Mould, Greg Norton, Charlie Pine. A tagok a Ramones rajongói voltak, és gyakran játszottak The Ramones-feldolgozásokat. Továbbá klasszikus rock dalokat is feldolgoztak. Nevük onnan származik, hogy a tagok különféle idegen szavakat kiáltoztak, többek között a "Hüsker Dü" nevű társasjátékot is, amely dánul és norvégul "emlékszel?"t jelent. A tagok ezt az elnevezést tökéletesnek gondolták, és így megmaradt ez a név. Eleinte még csak kislemezeket és koncertalbumokat jelentettek meg, első stúdióalbumukat 1983-ban adták ki. Összesen 6 nagylemezt, két koncertalbumot, két válogatáslemezt, és két EP-t tartalmaz a zenekar diszkográfiája. 1988-ban feloszlottak. 2017-ben Grant Hart dobos-dalszerző májrák következtében elhunyt.
Utolsó albumuk bekerült az 1001 lemez, amelyet hallanod kell, mielőtt meghalsz című könyvbe.

## Diszkográfia
Stúdióalbumok
- Everything Falls Apart (1983)
- Zen Arcade (1984)
- New Day Rising (1985)
- Flip Your Wig (1985)
- Candy Apple Gray (1986)
- Warehouse: Songs and Stories (1987)